# Alessandro dos Santos
Alessandro dos Santos  (三都主アレサンドロ?, Santosu Aresandoro) noto anche come Alex (Maringá, 20 luglio 1977) è un ex calciatore brasiliano naturalizzato giapponese, di ruolo difensore o centrocampista.

## Biografia
È cugino del calciatore Fabiano Santacroce.

## Carriera

### Club

#### Shimizu S-Pulse
Arrivato in Giappone nel 1994, Alex è diventato cittadino giapponese nel 2001. Nel 1997 ha esordito nello Shimizu S-Pulse, segnando la sua prima rete nella Coppa del Giappone il 29 marzo. Il 14 ottobre 1998 segna per la prima volta una doppietta battendo per 4-3 lo Yokohama F·Marinos. Viene tra l'altro eletto miglior giocatore della J League nel 1999. Nell'edizione 2000 della Coppa dell'Imperatore segnerà una tripletta decidendo a vittoria su 3-1 contro il JEF Chiba. La sua carriera con lo Shimizu S-Pulse si concluderà nel 2003 con un totale di 65 reti.

#### Urawa Red Diamonds e Red Bull Salzburg
È stato sul punto di trasferirsi in Europa, al Charlton Athletic, ma nel gennaio 2004 è stato comprato dagli Urawa Red Diamonds, segnando la sua prima rete nell'edizione 2004 con un rigore trasformato battendo il Vissel Kobe per 2-1. La squadra, a un passo dalla vittoria del campionato, perde la partita decisiva contro lo Yokohama F·Marinos; sebbene Alex riesca a segnare su punizione nel secondo tempo, la partita si concluderà ai rigori dove Alex mette a segno una rete calciando dal dischetto, ma l'Urawa Red perde per 4-2. Vincerà l'edizione 2006 segnando cinque reti, la maggior parte nelle varie vittorie, come quelle per 3-1 contro il Júbilo Iwata e per 4-1 contro il Sanfrecce Hiroshima, e una doppietta nella vittoria per 4-0 ai danni del FC Tokyo, inoltre con un suo assist Washington segnerà il gol del 1-0 battendo lo Shimizu S-Pulse, e con tre assist vincenti permetterà alla sua squadra di battere per 3-0 il Kyoto Sanga. Nel 2007 è andato a giocare in Austria, venendo ceduto in prestito nel Red Bull Salisburgo vincendo il campionato facendo il suo esordio nella vittoria per 2-1 contro il GAK, inizialmente in svantaggio, grazie a un assist di Alex il suo compagno di squadra Rémo Meyer segnerà la rete del temporaneo pareggio. L'11 agosto 2007 segnerà la sua unica rete in Austria, con il gol del 2-0 vincendo contro il SV Ried. Nel 2008, torna agli Urawa giocando però poche partite.

#### Nagoya Grampus e Tochigi SC
Al 2009 va al Nagoya Grampus, la sua prima rete la segnerà nell'edizione 2009 della Coppa dell'Imperatore con un calcio di rigore aprendo le marcature nella vittoria per 4-0 contro l'Okinawa Kariyushi, la seconda contro lo Shimizu S-Pulse che si concluderà per 1-1 e ai rigori Alex segnerà dal dischetto e la squadra vincerà per 5-3. Sempre nella Coppa dell'Imperatore, nell'edizione successiva, segnerà un gol nel pareggio per 1-1 contro l'Albirex Niigata vincendo per 5-4 ai rigori dove ancora una volta Alex segnerà un rigore vincente. L'ultima rete di Alex per il Nagoya Grampus l'ha segnata con un altro rigore il 21 dicembre 2011, la partita è finita per 3-3 contro il Kashiwa Reysol e ai rigori il Nagoya Grampus vincerà per 9-8. Nel 2013 giocherà nella J2 League, la seconda divisione del calcio giapponese con la maglia del Tochigi SC segnando solo due gol: il primo con la rete del 2-1 battendo il Kataller Toyama e il secondo nel pareggio per 2-2 contro il Kyoto Sanga.

#### FC Gifu
La sua carriera nel calcio giapponese si concluderà nel 2014 in seconda divisione con il FC Gifu giocando la sua prima partita con la squadra il 2 marzo vincendo per 3-1 contro il Kamatamare Sanuki. Segnerà soltanto due reti, prima nella sconfitta per 2-1 contro l'Avispa Fukuoka e poi pareggiando per 1-1 contro il V-Varen Nagasaki, il 15 novembre giocherà la sua ultima partita con il FC Gifu vincendo per 3-1 ai danni del Matsumoto Yamaga.
Nel 2015 e nel 2016 ha fatto parte di alcune squadre in Brasile, quali il Maringá, il Grêmio de Esportes Maringá e il PSTC, per poi ritirarsi dal calcio.

### Nazionale
Farà il suo esordio con la nazionale del Giappone il 21 marzo 2002 nella vittoria per 1-0 contro l'Ucraina, il 2 maggio dello stesso anno segnerà il suo primo gol con la rete del 3-3 nel pareggio contro l'Honduras. Nell'amichevole che si è conclusa in pareggio contro la Svezia Alex calcerà la palla da fuori area che verrà inavvertitamente deviata in rete dal calciatore avversario Johan Mjällby che farà un autogol.
Ha giocato nel mondiale Corea-Giappone 2002, nella partita contro il Belgio ha fornito a Jun'ichi Inamoto l'assist con cui quest'ultimo ha segnato il gol del temporaneo vantaggio nel pareggio per 2-2.
Nel 2003 giocherà un'amichevole contro la Nigeria, e con un suo assist Naohiro Takahara aprirà le marcature vincendo per 3-0. Prenderà parte come titolare in tutte e tre le partite della Confederations Cup 2003. Nel 2004 giocherà contro l'Iraq segnando la rete con cui la squadra vincerà per 2-0, in un'amichevole vinta contro l'Islanda segnerà con un rigore il gol del 3-2, inoltre con un suo assist Shinji Ono segnerà la rete del 1-1 nel pareggio contro l'Inghilterra.
Riuscirà a laurearsi campione d'Asia alla Coppa d'Asia 2004, ai quarti di finale giocherà contro la Giordania e la partita finirà per 1-1, ai rigori Alex sbaglierà non riuscendo a centrare la porta, ma ciò non sarà determinante per la partita che il Giappone vincerà comunque per 4-3, poi nella semifinale contro il Bahrain si rivelerà fondamentale per la vittoria, infatti sullo scadere del secondo tempo, quando il Giappone era in svantaggio, Alex con un suo assist vincente permetterò a Yūji Nakazawa di segnare la rete del pareggio permettendo alla partita di proseguire fino ai tempi supplementari che vedranno il Giappone imporsi per 4-3. Ha giocato come titolare per tutta la finale vinta per 3-1 contro la Cina.
Durante un'amichevole molto combattuta contro l'Honduras aiuterà Mitsuo Ogasawara con un assist a segnare il gol del 5-4 facendo vincere il Giappone. Prenderà parte ancora una volta alla Confederations Cup, l'edizione 2005, giocando nuovamente come titolare in tutte e tre le partite. Verrà convocato ancora una volta per il mondiale Germania 2006 giocando in tutti i match della nazionale.
Segnerà la sua ultima rete in nazionale il 16 agosto 2006, con una doppietta con cui il Giappone riuscirà a imporsi per 2-0 contro il Trinidad e Tobago, il 15 novembre dello stesso anno giocherà per l'ultima volta con la maglia della nazionale giapponese nella vittoria per 3-1 contro l'Arabia Saudita.

## Palmarès

### Club

#### Competizioni nazionali
- Coppa dell'Imperatore 3

Shimizu S-Pulse: 2001
Urawa Red: 2005, 2006
- Supercoppa del Giappone 3

Shimizu S-Pulse: 2001, 2002
Urawa Red: 2006
Nagoya Grampus: 2011
- Campionato austriaco:

Red Bull Salzburg: 2006-2007
- Campionato giapponese: 1

Nagoya Grampus: 2010

#### Competizioni internazionali
- Coppa delle Coppe dell'AFC 1

Shimizu S-Pulse: 1999-2000

### Nazionale
- Coppa d'Asia: 1

2004